# 第七女子会彷徨
『第七女子会彷徨』（だいななじょしかいほうこう）は、つばなによる日本の漫画作品。徳間書店発行の『月刊COMICリュウ』にて連載。2008年8月号の初掲載から1年間の不定期連載期間を経て、2009年9月号から毎号連載となり、2016年6月号まで連載された。
公式通称は「七女（ななじょ）」で、名づけは作者がアシスタント経験のある漫画家、石黒正数によるもの。

## 作品概要
現代よりいっそう科学の発展した近未来の日本では、高校入学と同時に友達を組み与えられる「友達選定システム」が制定されていた。授業科目にも「友達」を導入する美球高校（みたまこうこう）に入学した金やんと高木さんは、友達番号7番としてペアを組み、コミカルでありつつもブラックユーモアやSFの入り混じった日常を過ごして行く。
安定した筆致と擬音の多用が特徴であり、特に後者は「パチカパチカ」（メロンパンに紛れ込んでいた異世界生物の目が開く音）、「らむーる」（やつれた表現）、「ポニャーン」（魂が飛び出る音）、「フタッ」（蓋が閉まる音）など、独特な表現が多い。

## 主な登場人物
高木さん
美球高校に通う女子学生。ドジで好奇心旺盛なトラブルメーカーであり、金やんを困らせることもしばしば。広告媒体では天然ボケとも紹介されている。
中学生の頃までは頻繁に転校を繰り返した自称「引っ越しキング」で、友達の作り方には不器用。作中でも金やん以外の友達が全くいないことを明かしており、科目としての「友達」の成績は5段階中3。
金やん
フルネームは金村町子。髪型はおさげ。生真面目な性格且つ成績優秀であり、高木さんのフォロー役として学校からも評価されている。「友達」の成績は5で、高木さん以外の普通の友人もいる様子。なおニックネームの「金やん（かねやん）」は高木さんが考案したものだが、訛って「カニやん」「かにゃーん」と呼ばれることもある。
実家暮らしだが、普段は恐怖の大王騒動で父が買った核シェルターに住んでおり、度々高木さんが遊びに来るほか、トラブルを抱えた未来人が逃げ込んでくる。家族に両親と、仙人のような容貌の祖父、未来から来た少女型ロボットの光子（ひかりこ）、「ニワーン」と鳴く黒猫のボーボーがいる。
第27話『百年保存計画』では人工遺伝子食品のワルキューレに勤め、香月という姓を名乗っている。
坪井さん
事故に遭い天国へ行った、金やん達のクラスメイト。
人間の心をデジタルデータとして抽出できるようになったため、死後はサーバー管理されている天国に居住している。
第5話『デジタル天国』での初登場時は、高木さんに天国の住居へと踏み込まれ困惑した様子だったが、第11話『放課後に幽霊』で校内に霊体を描画する「超空間プロジェクター」が設置されたことにより、現世に現れては幽霊の身をいいことに生者を驚かして喜ぶなど、自身の境遇を楽しむようになる。
その後第14話『まぼろし まほろば』からは生前と同様、生徒として授業を受けている。
光子
第7話『時空探査機』で金やんの核シェルターに居候するようになった少女型ロボット。本来の名前は「フォトン77」で、開閉式の顔面から物体の時空転送を行うことができる。初登場時は口で声を出していたが、時空を越えて別のモノに変換したネコに攻撃を受け故障し、しばらくの間、頭の上にくくり付けたスピーカー（エピソードにより形状は一定しない）から声を発していた。現在は違法に時空転送してきた未来人との取引で新しい声帯を手に入れ、再び口から声を発している。
長崎さん
友達選定システムで坪井さんのペアになった女生徒。常にマスクをつけて咳き込んでいる病弱体質。天国の坪井さんの住居に毎日遊びに行っているにもかかわらず、雑談ですら構ってもらえなかったり、認識されるだけで頬を染めて照れたりと、影が薄いキャラクター。
飯島君
サーバー管理された天国の開発者を父に持つクールな男子生徒。その関わりで、校内の死者の動作チェックを担当している。
その父親も既に故人だが、現世や天国でサーバー管理を行う際は息子のグラフィック（外見）で登場するため、軟派な言動により坪井さんの恋心を刺激するなど面倒を引き起こしている。
清水君
金やんの小学校の頃のクラスメイト。10歳の頃、横浜の冷凍睡眠所で7年間、小学生の姿のまま眠り続けていた。現在は小学校への通学を継続しており、金やんと通学路を共にすることもある。
林田さん
第40話『希望はありますか？』で初登場した、「友達」という概念がもはやなくなった未来からやってきた未来人。この時代で友達について学び、友達を守りたいと言う。時空転送が違法だったため光子に追放されそうになったが、光子に取引を持ち掛けて見逃してもらう。光子はこの取引により新しい声帯を手に入れた。高木さん達とは別の高校に通っている。

## 用語
友達選定システム
ほぼすべての高校で導入されている制度で、入学時にアンケートを元に3年間ペアになる友達を1人組み与えられる。成績にも[友達]という項目がある。この制度により高木さんと金やんが友達になった。
デジタル天国
死後、人間の心をデータ変換し再生するために設けた仮想世界。サーバー管理されており、死者の居場所は検索できるほか、生きていた頃の所有物もデータとしてコピーされ使用することが可能。インターネット回線を利用することで現世からも擬似的な往来が可能(ビジュアルは自由)で、メールのやりとりも可能。また、｢超空間プロジェクター｣が設置された学校等では、死者も現実世界で再生することができるが、他者が触れることはできず、またフリーズすることもある。
時空探査機
人型で、未来からやってきて遊歩探査している。歴史の中で不明確なことがある場合、現場で目視し記録する。顔面が転送機になっており、未来の送信機から過去に転送することができる。しかし生体は受信先で別のモノに変換されてしまうため、過去に迷惑をかけることも。
単行本第4巻の時点ではKG86(別のモノに変換したネコに破壊され自爆)とフォトン77(光子)が登場。

## 書誌情報
- つばな 『第七女子会彷徨』 徳間書店〈RYU COMICS〉、全10巻
  1. 2009年9月1日発売 ISBN 978-4-19-950134-0
  2. 2010年4月13日発売 ISBN 978-4-19-950176-0
  3. 2010年12月13日発売 ISBN 978-4-19-950218-7
  4. 2011年10月1日発売 ISBN 978-4-19-950264-4
  5. 2012年11月13日発売 ISBN 978-4-19-950314-6
  6. 2013年7月13日発売 ISBN 978-4-19-950348-1
  7. 2014年7月7日発売 ISBN 978-4-19-950403-7
  8. 2014年11月13日発売 ISBN 978-4-19-950422-8
  9. 2015年11月13日発売 ISBN 978-4-19-950478-5
  10. 2016年7月13日発売 ISBN 978-4-19-950518-8

## ゴーストライター
単行本第4巻の初回限定版特典として付与された、描きおろし32ページ漫画。『第七女子会彷徨』と直接的な関わりはないが、世間の意思により「デジタル天国」に入れられた小説家が物語の軸になる。なお、この初回限定版『第七女子会彷徨』は、表紙カバーの手触りが通常版と異なる。
女性編集者
月ヶ瀬出版『文芸白霧』担当の編集者。既に故人となった小説家・千代村尊司に、死人ならではの視点から描かれる新作を依頼すべく、デジタル天国に通いつめている。
千代村尊司
逝去したのち、自身の意思とは関係なくデジタル天国に入居することになった人気小説家。実年齢は80歳になるがグラフィックは若々しく、デジタルデータとして寧ろ生きている頃よりも生活の安定を約束された現在、創作の意欲を失くしている。
千代村ゆき
千代村尊司の妻。夫がデジタル天国に行くことに賛成したものの、作中語られる理由から疑念を抱いていた人物。既に故人だが、自身はデジタル天国への入居を拒否した。
藤木
千代村夫妻の元で働いていた使用人の女性。家族同然の付き合いであり、死人となった千代村尊司に作品を依頼する主人公には思うところがある。
飯島
『第七女子会彷徨』でも登場した、デジタル天国のサーバー管理者。本作でも若々しい息子の外見で登場し、主人公への挨拶ついでに「ハンサムボーイでしょ？」と言及している。